# Ashmorerif
Het Ashmorerif (Engels: Ashmore Reef) of de Ashmore-eilanden is een in de Timorzee gelegen rif op 390 km van de Australische noordwestkust en 140 km ten zuiden van het Indonesische deel van het eiland Timor. Op 40 km ten noordoosten van het Ashmorerif ligt het Hiberniarif en op 60 km naar het zuidoosten ligt het eiland Cartier. Samen met dat eiland vormt het Ashmorerif het Australische externe territorium Ashmore- en Cartiereilanden.
Het Ashmorerif bevat drie kleine onbewoonde eilanden: East Island (0,25 km²), Middle Island (0,21 km²) en West Island (0,51 km²). Het totale rif, inclusief de lagune, heeft een oppervlakte van zo'n 155 km². Het rif werd in 1811 ontdekt door de Engelse kapitein Samuel Ashmore en in 1878 werd het door het Verenigd Koninkrijk geannexeerd. In 1934 werden het rif aan Australië overgedragen. 